# Горішні Загорани
Горішні Загорани (словац. Horné Zahorany, угор. Tóthegymeg) — село, громада в окрузі Рімавська Собота, Банськобистрицький край, Словаччина. Кадастрова площа громади — 5,24 км². Населення — 126 осіб (за оцінкою на 31 грудня 2017 р.).
Перша згадка 1323 року.